# Company (musical)
Company es un musical con canciones de Stephen Sondheim y libreto de George Furth. Ambientada en la ciudad de Nueva York, la obra es un compendio de sketches sin una estructura narrativa concreta que exploran las relaciones de pareja tomando como punto de partida el treinta y cinco cumpleaños de su protagonista Robert. Las vicisitudes del matrimonio, el miedo a la soledad o la necesidad de independencia son algunas de las cuestiones que plantea el espectáculo, a menudo considerado como uno de los máximos exponentes del musical conceptual, aquel que antepone la reflexión sobre una idea por encima de la trama.
Tras un periodo de prueba en Boston, Company se estrenó en 1970 en el Alvin Theatre de Broadway y fue nominado a catorce premios Tony, imponiéndose finalmente en seis categorías. A Londres llegó dos años después y desde entonces también ha podido verse en numerosas ocasiones a lo largo de todo el mundo.

## Producciones

### Broadway
1970
Antes de su llegada a Broadway, Company debutó a modo de prueba en el Shubert Theatre de Boston, donde se representó entre el 24 de marzo y el 11 de abril de 1970. La première oficial neoyorquina tuvo lugar el 26 de abril de 1970 en el Alvin Theatre de Broadway (actual Neil Simon Theatre), con funciones previas desde el 15 de abril y un reparto encabezado por Dean Jones como Robert, Elaine Stritch como Joanne, Charles Braswell como Larry, Beth Howland como Amy, Steve Elmore como Paul, Barbara Barrie como Sarah, Charles Kimbrough como Harry, Merle Louise como Susan, John Cunningham como Peter, Teri Ralston como Jenny, George Coe como David, Susan Browning como April, Pamela Myers como Marta y Donna McKechnie como Kathy. El equipo creativo lo formaron Harold Prince en la dirección, Michael Bennett en la coreografía, Boris Aronson en el diseño de escenografía, D.D. Ryan en el diseño de vestuario, Robert Ornbo en el diseño de iluminación, Jack Mann en el diseño de sonido y Harold Hastings en la dirección musical.
Company recibió el aplauso de la crítica y en la 25.ª edición de los Tony obtuvo catorce nominaciones, imponiéndose finalmente en seis categorías. Dado que Dean Jones había abandonado la compañía a las pocas semanas del estreno, no fue él quien compitió por el premio al mejor actor principal sino su sustituto Larry Kert.
Después de veintiún meses en cartel, la producción dijo adiós el 1 de enero de 1972, habiendo realizado 705 funciones regulares y 12 previas.
1993
Los días 11 y 12 de abril de 1993, el elenco original al completo (a excepción de Charles Braswell, que había fallecido en 1974 y fue reemplazado por Stanley Grover) volvió a reunirse para ofrecer dos conciertos escenificados en el Vivian Beaumont Theater del Lincoln Center. La actriz Patti LuPone ejerció de presentadora en este evento cuyos beneficios fueron destinados a la fundación Broadway Cares/Equity Fights AIDS.
1995
Un montaje de la Roundabout Theatre Company pudo verse entre el 5 de octubre y el 3 de diciembre de 1995 en el desaparecido Criterion Center Stage Right de Times Square, con Boyd Gaines como Robert, Debra Monk como Joanne, Timothy Landfield como Larry, Veanne Cox como Amy, Danny Burstein como Paul, Kate Burton como Sarah, Robert Westenberg como Harry, Patricia Ben Peterson como Susan, Jonathan Dokuchitz como Peter, Diana Canova como Jenny, John Hillner como David, Jane Krakowski como April, LaChanze como Marta y Charlotte d'Amboise como Kathy. Esta versión, que fue dirigida por Scott Ellis y coreografiada por Rob Marshall, realizó 68 funciones regulares y 43 previas.
2006
Entre el 29 de noviembre de 2006 y 1 de julio de 2007, una producción procedente del Cincinnati Playhouse in the Park se representó en el Ethel Barrymore Theatre de Broadway, donde sumó un total de 246 funciones regulares y 34 previas. Dirigida y coreografiada por John Doyle, esta propuesta se caracterizó por el empleo de un reparto de actores/músicos que tocaban sus propios instrumentos sobre el escenario, incluyendo a Raúl Esparza como Robert, Barbara Walsh como Joanne, Bruce Sabath como Larry, Heather Laws como Amy, Robert Cunningham como Paul, Kristin Huffman como Sarah, Keith Buterbaugh como Harry, Amy Justman como Susan, Matt Castle como Peter, Leenya Rideout como Jenny, Fred Rose como David, Elizabeth Stanley como April, Angel Desai como Marta y Kelly Jeanne Grant como Kathy. El montaje fue bien recibido por la crítica neoyorquina y en la 61.ª edición de los Tony se alzó con el premio al mejor revival de un musical.
2021
Tras su paso por el West End londinense en la temporada 2018/2019, una versión dirigida por Marianne Elliott en la que se intercambiaba el género de algunos personajes inició funciones el 2 de marzo de 2020 en el Bernard B. Jacobs Theatre de Broadway. Sin embargo, apenas transcurridos unos días, el espectáculo se vio obligado a echar el cierre debido a la pandemia de COVID-19. Una vez que las circunstancias lo permitieron, la producción reabrió sus puertas el 9 de diciembre de 2021 y se mantuvo en cartel hasta el 31 de julio de 2022, realizando un total de 265 representaciones regulares y 32 previas. Katrina Lenk como Bobbie (Robert), Patti LuPone como Joanne, Terence Archie como Larry, Matt Doyle como Jamie (Amy), Etai Benson como Paul, Jennifer Simard como Sarah, Christopher Sieber como Harry, Rashidra Scott como Susan, Greg Hildreth como Peter, Nikki Renée Daniels como Jenny, Christopher Fitzgerald como David, Claybourne Elder como Andy (April), Bobby Conte Thornton como PJ (Marta) y Manu Narayan como Theo (Kathy) lideraron el elenco de este revival que fue reconocido con cinco premios Tony.

### Londres
1972
En Londres se estrenó el 18 de enero de 1972 en el Her Majesty's Theatre del West End, protagonizado por Larry Kert como Robert, Elaine Stritch como Joanne, Robert Goss como Larry, Beth Howland como Amy, Steve Elmore como Paul, Marti Stevens como Sarah, Kenneth Kimmins como Harry, Joy Franz como Susan, J. T. Cromwell como Peter, Teri Ralston como Jenny, Lee Goodman como David, Carol Richards como April, Pamela Myers como Marta y Donna McKechnie como Kathy. Sin embargo, a pesar de ser una réplica exacta del montaje neoyorquino y de contar con algunos de sus intérpretes originales, la versión británica de Company tuvo un recorrido más corto, siendo su última función el 4 de noviembre de 1972.
1995
Entre el 13 de diciembre de 1995 y el 2 de marzo de 1996, una producción dirigida por Sam Mendes pudo verse en el Donmar Warehouse de Londres, con Adrian Lester como Robert, Sheila Gish como Joanne, Paul Bentley como Larry, Sophie Thompson como Amy, Michael Simkins como Paul, Rebecca Front como Sarah, Clive Rowe como Harry, Clare Burt como Susan, Gareth Snook como Peter, Liza Sadovy como Jenny, Teddy Kempner como David, Hannah James como April, Anna Francolini como Marta y Kiran Hocking como Kathy. Las buenas críticas cosechadas por el espectáculo posibilitaron su salto al circuito comercial del West End, donde se representó entre el 13 de marzo y el 29 de junio de 1996 en el Albery Theatre (actual Noël Coward Theatre).
2018
Una nueva puesta en escena reimaginada por la directora Marianne Elliott levantó el telón el 17 de octubre de 2018 en el Gielgud Theatre del West End. Esta versión se caracterizó por modificar el género de algunos personajes, incluyendo el del protagonista Robert, que fue rebautizado como Bobbie y pasó a ser interpretado por una actriz. Además, por primera vez se introdujo una pareja del mismo sexo formada por Jamie (anteriormente Amy) y Paul. Todos estos cambios contaron con la aprobación de Stephen Sondheim, quien trabajó junto a Marianne Elliott en la reescritura del texto.
Rosalie Craig como Bobbie (Robert), Patti LuPone como Joanne, Ben Lewis como Larry, Jonathan Bailey como Jamie (Amy), Alex Gaumond como Paul, Mel Giedroyc como Sarah, Gavin Spokes como Harry, Daisy Maywood como Susan, Ashley Campbell como Peter, Jennifer Saayeng como Jenny, Richard Henders como David, Richard Fleeshman como Andy (April), George Blagden como PJ (Marta) y Matthew Seadon-Young como Theo (Kathy) encabezaron el reparto de este montaje que permaneció en cartel hasta el 30 de marzo de 2019.

### España
1997
En España debutó con una producción en catalán que pudo verse entre el 29 de enero y el 23 de febrero de 1997 en el Mercat de les Flors de Barcelona, protagonizada por Carles Sabater como Robert, Carme Sansa como Joanne, Carles Canut como Larry, Rosa Galindo como Amy, Esteve Ferrer como Paul, Roser Batalla como Sarah, Pep Anton Muñoz como Harry, Noël Olivé como Susan, Lluís Homar como Peter, Isabel Soriano como Jenny, Xavier Mestres como David, Mònica López como April, Nina como Marta y Muntsa Rius como Kathy. Calixto Bieito fue el director de esta propuesta que contó con coreografía de Álvaro de la Peña, diseño de escenografía y vestuario de Mònica Quintana, diseño de iluminación de Xavier Clot, diseño de sonido de Ferran Conangla y Pepe Bel, dirección musical de Lluís Vidal, traducción del libreto de Guillem-Jordi Graells y adaptación de las canciones de Joan Anton Rechi y el propio Calixto Bieito.
Tras su estancia en el Mercat de les Flors, el espectáculo realizó una segunda temporada en el Teatre Nacional de Catalunya entre el 15 de abril y el 11 de mayo de 1997.
2021
Entre el 17 de noviembre de 2021 y el 3 de abril de 2022, el Teatro del Soho de Málaga acogió un montaje dirigido y protagonizado por Antonio Banderas en el que como principal novedad el personaje de Robert cumplía cincuenta años en lugar de treinta y cinco. Además de Banderas, también estuvieron en el elenco Marta Ribera como Joanne, Paco Morales como Larry, Anna Moliner como Amy, Roger Berruezo como Paul, Dulcinea Juárez como Sarah, Carlos Seguí como Harry, Silvia Luchetti como Susan, Albert Bolea como Peter, Julia Möller como Jenny, Rubén Yuste como David, María Adamuz como April, Lydia Fairén como Marta y Lorena Calero como Kathy. El resto del equipo artístico lo completaron Borja Rueda en la coreografía, Alejandro Andújar en el diseño de escenografía, Antonio Belart en el diseño de vestuario, Juan Gómez-Cornejo y Carlos Torrijos en el diseño de iluminación, Roc Mateu en el diseño de sonido, Ignacio García May en la traducción del libreto y Roser Batalla en la adaptación de las canciones al castellano. La orquesta de veintiséis músicos, una de las más grandes vistas en una obra de teatro musical en España, fue dirigida por Arturo Díez Boscovich.
Una vez concluida su etapa en Málaga, Company se representó en el Teatre Apolo de Barcelona entre el 2 de mayo y el 12 de junio de 2022 (con Roger Berruezo como Robert), y en el Teatro Albéniz de Madrid entre el 17 de noviembre de 2022 y el 14 de febrero de 2023. En total, la producción recibió a 136 000 espectadores durante las 225 funciones que se llevaron a cabo.

### Otras producciones
Company se ha estrenado en países como Alemania, Argentina, Australia, Bélgica, Brasil, Canadá, Eslovenia, España, Estados Unidos, Filipinas, Israel, Noruega, Países Bajos, Panamá, Perú, Polonia, Reino Unido, Singapur, Sudáfrica o Suecia, y ha sido traducido a multitud de idiomas.
El primer tour norteamericano dio comienzo el 20 de mayo de 1971 en el Ahmanson Theatre de Los Ángeles, con George Chakiris como Robert, y finalizó el 20 de mayo de 1972 en el National Theatre de Washington D. C.
Entre el 17 de mayo y el 29 de junio de 2002, el Kennedy Center de Washington D. C. acogió un montaje protagonizado por John Barrowman que se representó como parte de la programación de un ciclo de musicales compuestos por Stephen Sondheim.
Una producción en concierto a cargo de la Orquesta Filarmónica de Nueva York pudo verse en el Avery Fisher Hall del Lincoln Center los días 7, 8 y 9 de abril de 2011. Neil Patrick Harris dio vida a Robert en esta puesta en escena que posteriormente también fue proyectada en cines de varios países.
En Argentina debutó el 3 de septiembre de 2013 en el Teatro La Comedia de Buenos Aires, con Alejandro Paker en el papel de Robert.
Tras el cierre en Broadway, la versión de Marianne Elliott en la que se intercambiaba el género de algunos personajes salió de gira por Estados Unidos entre el 8 de octubre de 2023 y el 6 de octubre de 2024. Britney Coleman interpretó a Bobbie (Robert) en esta ocasión.

## Números musicales
| Acto I - «Company» - «The Little Things You Do Together» - «Sorry-Grateful» - «You Could Drive a Person Crazy» - «Have I Got a Girl for You» - «Someone Is Waiting» - «Another Hundred People» - «Getting Married Today» - «Marry Me a Little» (a) | Acto II - «Side by Side by Side»/«What Would We Do without You?» - «Poor Baby» - «Have I Got a Girl for You (Reprise)» (b) - «Tick-Tock» (c) - «Barcelona» - «The Ladies Who Lunch» - «Being Alive» (d) - «Finale» |

(a) Añadido para el revival de Broadway de 1995 y desde entonces presente en la mayoría de las producciones
(b) Añadido para el revival de Broadway de 1995 y desde entonces presente en algunas producciones
(c) Suprimido en algunas producciones
(d) Durante las primeras funciones en Boston, el segundo acto finalizaba con una canción titulada «Happily Ever After», pero fue sustituida por «Being Alive» antes del estreno neoyorquino

## Repartos originales

### Nueva York
| Personaje | Broadway (1970)   | Broadway (1993)   | Broadway (1995)       | Broadway (2006)    | New York Philharmonic (2011) | Broadway (2021)                |
| Robert    | Dean Jones        | Dean Jones        | Boyd Gaines           | Raúl Esparza       | Neil Patrick Harris          | Katrina Lenk (como Bobbie)     |
| Joanne    | Elaine Stritch    | Elaine Stritch    | Debra Monk            | Barbara Walsh      | Patti LuPone                 | Patti LuPone                   |
| Larry     | Charles Braswell  | Stanley Grover    | Timothy Landfield     | Bruce Sabath       | Jim Walton                   | Terence Archie                 |
| Amy       | Beth Howland      | Beth Howland      | Veanne Cox            | Heather Laws       | Katie Finneran               | Matt Doyle (como Jamie)        |
| Paul      | Steve Elmore      | Steve Elmore      | Danny Burstein        | Robert Cunningham  | Aaron Lazar                  | Etai Benson                    |
| Sarah     | Barbara Barrie    | Barbara Barrie    | Kate Burton           | Kristin Huffman    | Martha Plimpton              | Jennifer Simard                |
| Harry     | Charles Kimbrough | Charles Kimbrough | Robert Westenberg     | Keith Buterbaugh   | Stephen Colbert              | Christopher Sieber             |
| Susan     | Merle Louise      | Merle Louise      | Patricia Ben Peterson | Amy Justman        | Jill Paice                   | Rashidra Scott                 |
| Peter     | John Cunningham   | John Cunningham   | Jonathan Dokuchitz    | Matt Castle        | Craig Bierko                 | Greg Hildreth                  |
| Jenny     | Teri Ralston      | Teri Ralston      | Diana Canova          | Leenya Rideout     | Jennifer Laura Thompson      | Nikki Renée Daniels            |
| David     | George Coe        | George Coe        | John Hillner          | Fred Rose          | Jon Cryer                    | Christopher Fitzgerald         |
| April     | Susan Browning    | Susan Browning    | Jane Krakowski        | Elizabeth Stanley  | Christina Hendricks          | Claybourne Elder (como Andy)   |
| Marta     | Pamela Myers      | Pamela Myers      | LaChanze              | Angel Desai        | Anika Noni Rose              | Bobby Conte Thornton (como PJ) |
| Kathy     | Donna McKechnie   | Donna McKechnie   | Charlotte d'Amboise   | Kelly Jeanne Grant | Chryssie Whitehead           | Manu Narayan * (como Theo)     |

* Kyle Dean Massey interpretó a Theo durante las funciones previas al estreno oficial que tuvieron lugar antes del cierre por la pandemia de COVID-19.

### Londres
| Personaje | West End (1972) | Donmar Warehouse (1995) | West End (2018)                  |
| Robert    | Larry Kert      | Adrian Lester           | Rosalie Craig (como Bobbie)      |
| Joanne    | Elaine Stritch  | Sheila Gish             | Patti LuPone                     |
| Larry     | Robert Goss     | Paul Bentley            | Ben Lewis                        |
| Amy       | Beth Howland    | Sophie Thompson         | Jonathan Bailey (como Jamie)     |
| Paul      | Steve Elmore    | Michael Simkins         | Alex Gaumond                     |
| Sarah     | Marti Stevens   | Rebecca Front           | Mel Giedroyc                     |
| Harry     | Kenneth Kimmins | Clive Rowe              | Gavin Spokes                     |
| Susan     | Joy Franz       | Clare Burt              | Daisy Maywood                    |
| Peter     | J. T. Cromwell  | Gareth Snook            | Ashley Campbell                  |
| Jenny     | Teri Ralston    | Liza Sadovy             | Jennifer Saayeng                 |
| David     | Lee Goodman     | Teddy Kempner           | Richard Henders                  |
| April     | Carol Richards  | Hannah James            | Richard Fleeshman (como Andy)    |
| Marta     | Pamela Myers    | Anna Francolini         | George Blagden (como PJ)         |
| Kathy     | Donna McKechnie | Kiran Hocking           | Matthew Seadon-Young (como Theo) |

### España
| Personaje | Barcelona (1997) | Málaga (2021)    |
| Robert    | Carles Sabater   | Antonio Banderas |
| Joanne    | Carme Sansa      | Marta Ribera     |
| Larry     | Carles Canut     | Paco Morales     |
| Amy       | Rosa Galindo     | Anna Moliner     |
| Paul      | Esteve Ferrer    | Roger Berruezo   |
| Sarah     | Roser Batalla    | Dulcinea Juárez  |
| Harry     | Pep Anton Muñoz  | Carlos Seguí     |
| Susan     | Noël Olivé       | Silvia Luchetti  |
| Peter     | Lluís Homar      | Albert Bolea     |
| Jenny     | Isabel Soriano   | Julia Möller     |
| David     | Xavier Mestres   | Rubén Yuste      |
| April     | Mònica López     | María Adamuz     |
| Marta     | Nina             | Lydia Fairén     |
| Kathy     | Muntsa Rius      | Lorena Calero    |

Reemplazos destacados en la producción de 1997
- Marta: Maria Josep Peris
- Kathy: Mone

Reemplazos destacados en la producción de 2021
- Robert: Roger Berruezo
- Amy: Laura Enrech
- Paul: Robert González
- David: Javier Enguix

## Grabaciones
Existen varios álbumes interpretados en sus respectivos idiomas por los elencos de las diferentes producciones que se han estrenado a lo largo de todo el mundo, incluyendo la versión en español que protagonizó Antonio Banderas en el Teatro del Soho de Málaga.
Las sesiones de grabación del disco original de Broadway quedaron recogidas en la película documental Original Cast Album: Company, que fue proyectada en el New York Film Festival y con los años desarrollaría un estatus de culto.
El cast recording original de Londres, aunque se le suele considerar como tal, en realidad es una reedición del álbum de Broadway en la que se sustituyó la pista de voz de Dean Jones por la de Larry Kert.
En cuanto a vídeo, tanto el revival de Broadway dirigido por John Doyle como la versión en concierto de la Filarmónica de Nueva York están disponibles en DVD y Blu-ray. Además, el montaje del Donmar Warehouse de Londres también fue filmado para su posterior emisión en la BBC.

## Premios y nominaciones

### Producción original de Broadway
| Año  | Premio                               | Categoría                             | Nominado          | Resultado |
| ---- | ------------------------------------ | ------------------------------------- | ----------------- | --------- |
| 1971 | Tony Award                           | Mejor musical                         | Mejor musical     | Ganador   |
| 1971 | Tony Award                           | Mejor libreto de un musical           | George Furth      | Ganador   |
| 1971 | Tony Award                           | Mejor música                          | Stephen Sondheim  | Ganador   |
| 1971 | Tony Award                           | Mejores letras                        | Stephen Sondheim  | Ganador   |
| 1971 | Tony Award                           | Mejor actor principal en un musical   | Larry Kert        | Nominado  |
| 1971 | Tony Award                           | Mejor actriz principal en un musical  | Elaine Stritch    | Nominada  |
| 1971 | Tony Award                           | Mejor actriz principal en un musical  | Susan Browning    | Nominada  |
| 1971 | Tony Award                           | Mejor actor de reparto en un musical  | Charles Kimbrough | Nominado  |
| 1971 | Tony Award                           | Mejor actriz de reparto en un musical | Barbara Barrie    | Nominada  |
| 1971 | Tony Award                           | Mejor actriz de reparto en un musical | Pamela Myers      | Nominada  |
| 1971 | Tony Award                           | Mejor dirección en un musical         | Harold Prince     | Ganador   |
| 1971 | Tony Award                           | Mejor coreografía                     | Michael Bennett   | Nominado  |
| 1971 | Tony Award                           | Mejor diseño de escenografía          | Boris Aronson     | Ganador   |
| 1971 | Tony Award                           | Mejor diseño de iluminación           | Robert Ornbo      | Nominado  |
| 1971 | Drama Desk Award                     | Mejor libreto de un musical           | George Furth      | Ganador   |
| 1971 | Drama Desk Award                     | Mejor dirección en un musical         | Harold Prince     | Ganador   |
| 1971 | Drama Desk Award                     | Mejores letras                        | Stephen Sondheim  | Ganador   |
| 1971 | Drama Desk Award                     | Mejor música                          | Stephen Sondheim  | Ganador   |
| 1971 | Drama Desk Award                     | Mejor diseño de escenografía          | Boris Aronson     | Ganador   |
| 1971 | Theatre World Award                  | Theatre World Award                   | Susan Browning    | Ganadora  |
| 1971 | New York Drama Critics' Circle Award | Mejor musical                         | Mejor musical     | Ganador   |

### Producción de Broadway de 1995
| Año  | Premio           | Categoría                             | Nominado                    | Resultado |
| ---- | ---------------- | ------------------------------------- | --------------------------- | --------- |
| 1996 | Tony Award       | Mejor revival de un musical           | Mejor revival de un musical | Nominado  |
| 1996 | Tony Award       | Mejor actriz de reparto en un musical | Veanne Cox                  | Nominada  |
| 1996 | Drama Desk Award | Mejor actriz de reparto en un musical | Veanne Cox                  | Nominada  |

### Producción de Londres de 1995
| Año  | Premio        | Categoría                                 | Nominado        | Resultado |
| ---- | ------------- | ----------------------------------------- | --------------- | --------- |
| 1996 | Olivier Award | Mejor actor en un musical                 | Adrian Lester   | Ganador   |
| 1996 | Olivier Award | Mejor intérprete de reparto en un musical | Sheila Gish     | Ganadora  |
| 1996 | Olivier Award | Mejor intérprete de reparto en un musical | Sophie Thompson | Nominada  |
| 1996 | Olivier Award | Mejor dirección                           | Sam Mendes      | Ganador   |

### Producción de Broadway de 2006
| Año  | Premio           | Categoría                             | Nominado                    | Resultado |
| ---- | ---------------- | ------------------------------------- | --------------------------- | --------- |
| 2007 | Tony Award       | Mejor revival de un musical           | Mejor revival de un musical | Ganador   |
| 2007 | Tony Award       | Mejor actor principal en un musical   | Raúl Esparza                | Nominado  |
| 2007 | Tony Award       | Mejor dirección en un musical         | John Doyle                  | Nominado  |
| 2007 | Drama Desk Award | Mejor revival de un musical           | Mejor revival de un musical | Ganador   |
| 2007 | Drama Desk Award | Mejor actor en un musical             | Raúl Esparza                | Ganador   |
| 2007 | Drama Desk Award | Mejor actriz de reparto en un musical | Barbara Walsh               | Nominada  |
| 2007 | Drama Desk Award | Mejor dirección en un musical         | John Doyle                  | Nominado  |
| 2007 | Drama Desk Award | Mejores orquestaciones                | Mary Mitchell Campbell      | Ganadora  |

### Producción de Londres de 2018
| Año  | Premio                         | Categoría                             | Nominado                    | Resultado |
| ---- | ------------------------------ | ------------------------------------- | --------------------------- | --------- |
| 2018 | Evening Standard Theatre Award | Mejor musical                         | Mejor musical               | Nominado  |
| 2018 | Evening Standard Theatre Award | Mejor intérprete en un musical        | Rosalie Craig               | Ganadora  |
| 2018 | Evening Standard Theatre Award | Mejor dirección                       | Marianne Elliott            | Ganadora  |
| 2018 | Evening Standard Theatre Award | Mejor diseño                          | Bunny Christie              | Nominada  |
| 2018 | Critics' Circle Theatre Award  | Mejor musical                         | Mejor musical               | Ganador   |
| 2018 | Critics' Circle Theatre Award  | Mejor diseño                          | Bunny Christie              | Ganadora  |
| 2019 | Olivier Award                  | Mejor revival de un musical           | Mejor revival de un musical | Ganador   |
| 2019 | Olivier Award                  | Mejor actriz en un musical            | Rosalie Craig               | Nominada  |
| 2019 | Olivier Award                  | Mejor actriz de reparto en un musical | Patti LuPone                | Ganadora  |
| 2019 | Olivier Award                  | Mejor actor de reparto en un musical  | Jonathan Bailey             | Ganador   |
| 2019 | Olivier Award                  | Mejor actor de reparto en un musical  | Richard Fleeshman           | Nominado  |
| 2019 | Olivier Award                  | Mejor dirección                       | Marianne Elliott            | Nominada  |
| 2019 | Olivier Award                  | Mejor diseño de escenografía          | Bunny Christie              | Ganadora  |
| 2019 | Olivier Award                  | Mejor diseño de iluminación           | Neil Austin                 | Nominado  |
| 2019 | Olivier Award                  | Mejor coreografía                     | Liam Steel                  | Nominado  |
| 2019 | South Bank Sky Arts Award      | Teatro                                | Teatro                      | Nominado  |

### Producción de Broadway de 2021
| Año  | Premio                     | Categoría                                  | Nominado                    | Resultado |
| ---- | -------------------------- | ------------------------------------------ | --------------------------- | --------- |
| 2022 | Tony Award                 | Mejor revival de un musical                | Mejor revival de un musical | Ganador   |
| 2022 | Tony Award                 | Mejor dirección en un musical              | Marianne Elliott            | Ganadora  |
| 2022 | Tony Award                 | Mejor actor de reparto en un musical       | Matt Doyle                  | Ganador   |
| 2022 | Tony Award                 | Mejor actriz de reparto en un musical      | Patti LuPone                | Ganadora  |
| 2022 | Tony Award                 | Mejor actriz de reparto en un musical      | Jennifer Simard             | Nominada  |
| 2022 | Tony Award                 | Mejor diseño de escenografía en un musical | Bunny Christie              | Ganadora  |
| 2022 | Tony Award                 | Mejor diseño de iluminación en un musical  | Neil Austin                 | Nominado  |
| 2022 | Tony Award                 | Mejor diseño de sonido en un musical       | Ian Dickinson, Autograph    | Nominados |
| 2022 | Tony Award                 | Mejores orquestaciones                     | David Cullen                | Nominado  |
| 2022 | Drama Desk Award           | Mejor revival de un musical                | Mejor revival de un musical | Ganador   |
| 2022 | Drama Desk Award           | Mejor actor de reparto en un musical       | Matt Doyle                  | Ganador   |
| 2022 | Drama Desk Award           | Mejor actriz de reparto en un musical      | Patti LuPone                | Ganadora  |
| 2022 | Drama Desk Award           | Mejor actriz de reparto en un musical      | Jennifer Simard             | Nominada  |
| 2022 | Drama Desk Award           | Mejor dirección en un musical              | Marianne Elliott            | Ganadora  |
| 2022 | Drama Desk Award           | Mejor coreografía                          | Liam Steel                  | Nominado  |
| 2022 | Drama Desk Award           | Mejor diseño de escenografía en un musical | Bunny Christie              | Nominada  |
| 2022 | Drama Desk Award           | Mejor diseño de sonido en un musical       | Ian Dickinson, Autograph    | Nominados |
| 2022 | Drama League Award         | Mejor revival de un musical                | Mejor revival de un musical | Ganador   |
| 2022 | Drama League Award         | Mejor dirección en un musical              | Marianne Elliott            | Ganadora  |
| 2022 | Drama League Award         | Mejor intérprete                           | Matt Doyle                  | Nominado  |
| 2022 | Outer Critics Circle Award | Mejor revival de un musical                | Mejor revival de un musical | Ganador   |
| 2022 | Outer Critics Circle Award | Mejor actor de reparto en un musical       | Matt Doyle                  | Ganador   |
| 2022 | Outer Critics Circle Award | Mejor actriz de reparto en un musical      | Patti LuPone                | Ganadora  |

### Producción española de 2021
| Año  | Premio                    | Categoría                                 | Nominado                                         | Resultado |
| ---- | ------------------------- | ----------------------------------------- | ------------------------------------------------ | --------- |
| 2022 | Premio Max                | Mejor espectáculo musical o lírico        | Mejor espectáculo musical o lírico               | Ganador   |
| 2022 | Premio Max                | Mejor labor de producción                 | Mejor labor de producción                        | Nominado  |
| 2022 | Premio del Teatro Musical | Mejor musical                             | Mejor musical                                    | Nominado  |
| 2022 | Premio del Teatro Musical | Mejor dirección de escena                 | Antonio Banderas                                 | Ganador   |
| 2022 | Premio del Teatro Musical | Mejor dirección musical                   | Arturo Díez Boscovich                            | Nominado  |
| 2022 | Premio del Teatro Musical | Mejor coreografía                         | Borja Rueda                                      | Nominado  |
| 2022 | Premio del Teatro Musical | Mejor escenografía                        | Alejandro Andújar, Joan Rodón, Emilio Valenzuela | Ganadores |
| 2022 | Premio del Teatro Musical | Mejor diseño de iluminación               | Juan Gómez-Cornejo, Carlos Torrijos              | Nominados |
| 2022 | Premio del Teatro Musical | Mejor diseño de sonido                    | Roc Mateu                                        | Ganador   |
| 2022 | Premio del Teatro Musical | Mejor maquillaje y peluquería             | Sandra Lara                                      | Nominada  |
| 2022 | Premio del Teatro Musical | Mejor actor protagonista                  | Antonio Banderas                                 | Nominado  |
| 2022 | Premio del Teatro Musical | Mejor actriz de reparto                   | Anna Moliner                                     | Nominada  |
| 2022 | Premio del Teatro Musical | Mejor actriz de reparto                   | María Adamuz                                     | Nominada  |
| 2022 | Premio del Teatro Musical | Mejor actriz de reparto                   | Marta Ribera                                     | Nominada  |
| 2022 | Premio del Teatro Musical | Mejor actor de reparto                    | Carlos Seguí                                     | Nominado  |
| 2023 | Premio Talía              | Mejor espectáculo de teatro musical       | Mejor espectáculo de teatro musical              | Ganador   |
| 2023 | Premio Talía              | Mejor actriz de teatro musical            | Anna Moliner                                     | Nominada  |
| 2023 | Premio Talía              | Mejor actriz de teatro musical            | Marta Ribera                                     | Nominada  |
| 2023 | Premio Talía              | Mejor actor de teatro musical             | Antonio Banderas                                 | Ganador   |
| 2023 | Premio Talía              | Mejor dirección musical de teatro musical | Arturo Díez Boscovich                            | Ganador   |